# Ḩasanābād-e Chārūq
Ḩasanābād-e Chārūq (persiska: حَسَنابادِ چاروق, حسن آباد چاروق) är en ort i Iran.   Den ligger i provinsen Kurdistan, i den nordvästra delen av landet, 400 km väster om huvudstaden Teheran. Ḩasanābād-e Chārūq ligger 1 781 meter över havet och antalet invånare är 165.
Terrängen runt Ḩasanābād-e Chārūq är kuperad söderut, men norrut är den platt.Runt Ḩasanābād-e Chārūq är det ganska glesbefolkat, med 23 invånare per kvadratkilometer. Närmaste större samhälle är Khvosh Maqām, 16,0 km väster om Ḩasanābād-e Chārūq. Trakten runt Ḩasanābād-e Chārūq består i huvudsak av gräsmarker.